# Bonn-Castell

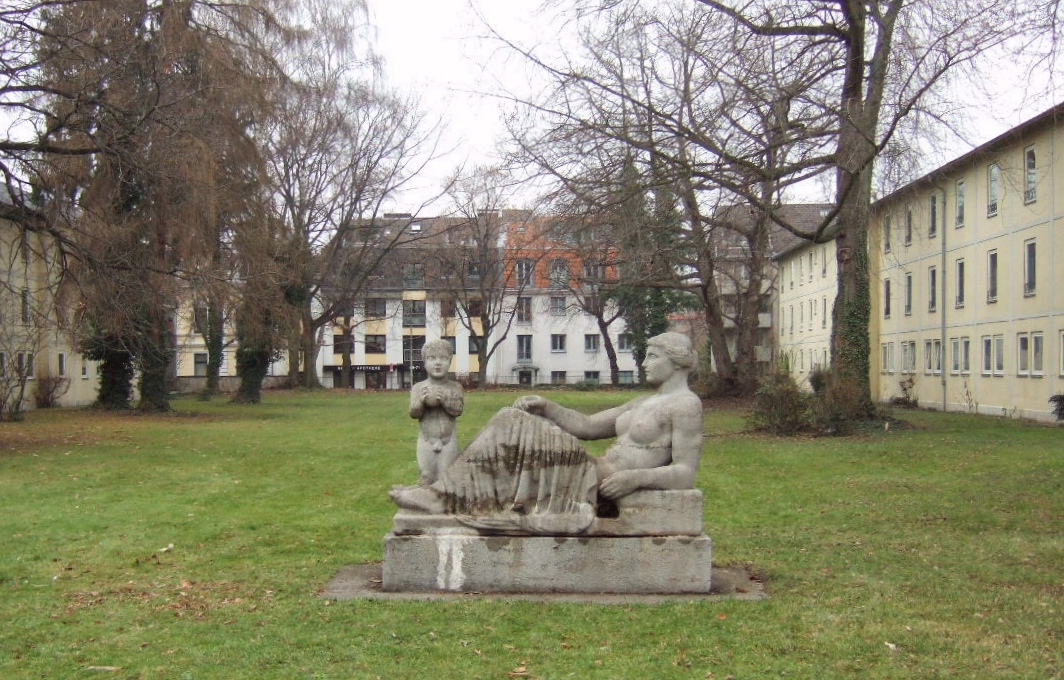
Siedlung Am Römerkastell

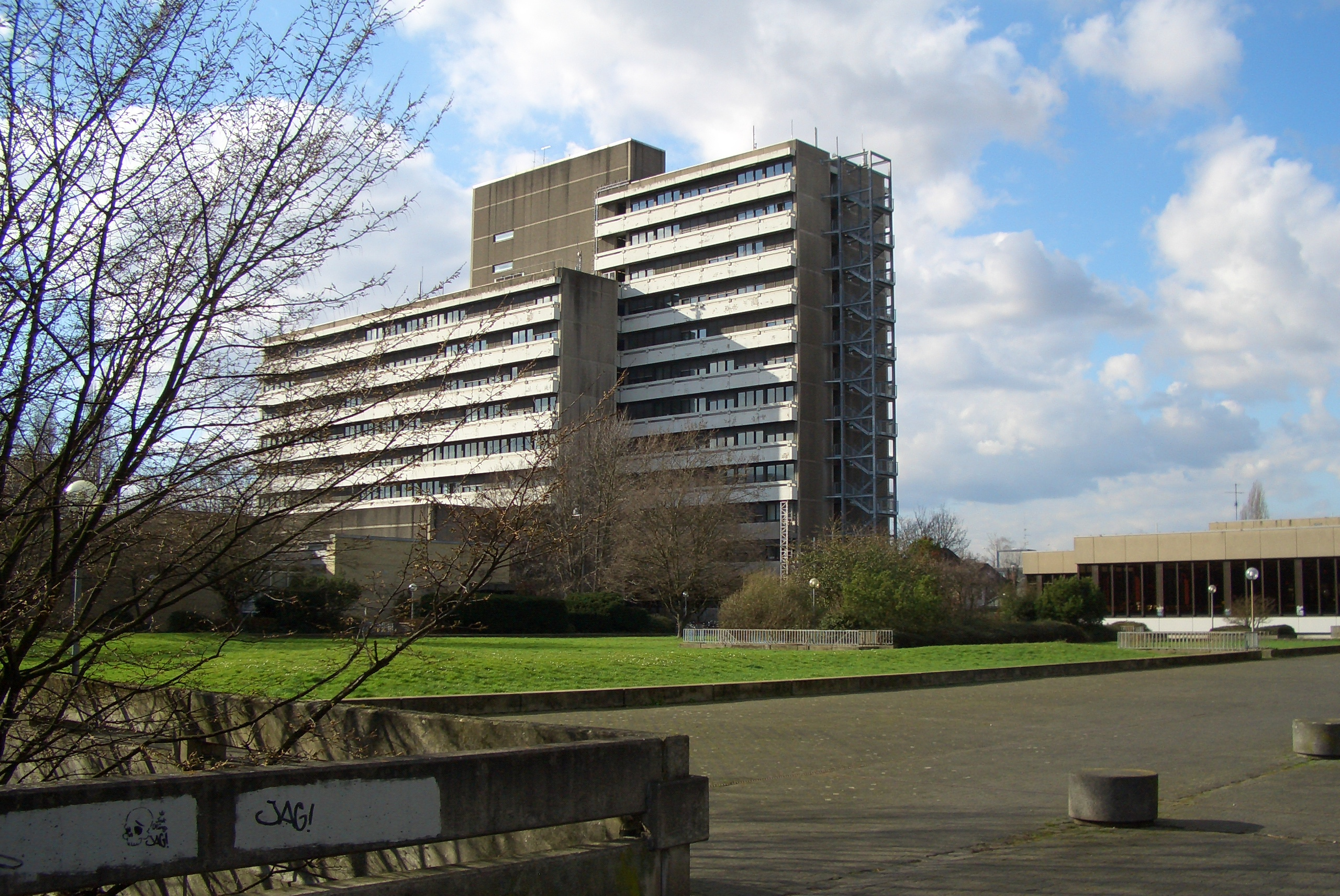
Universitätsgebäude AVZ III

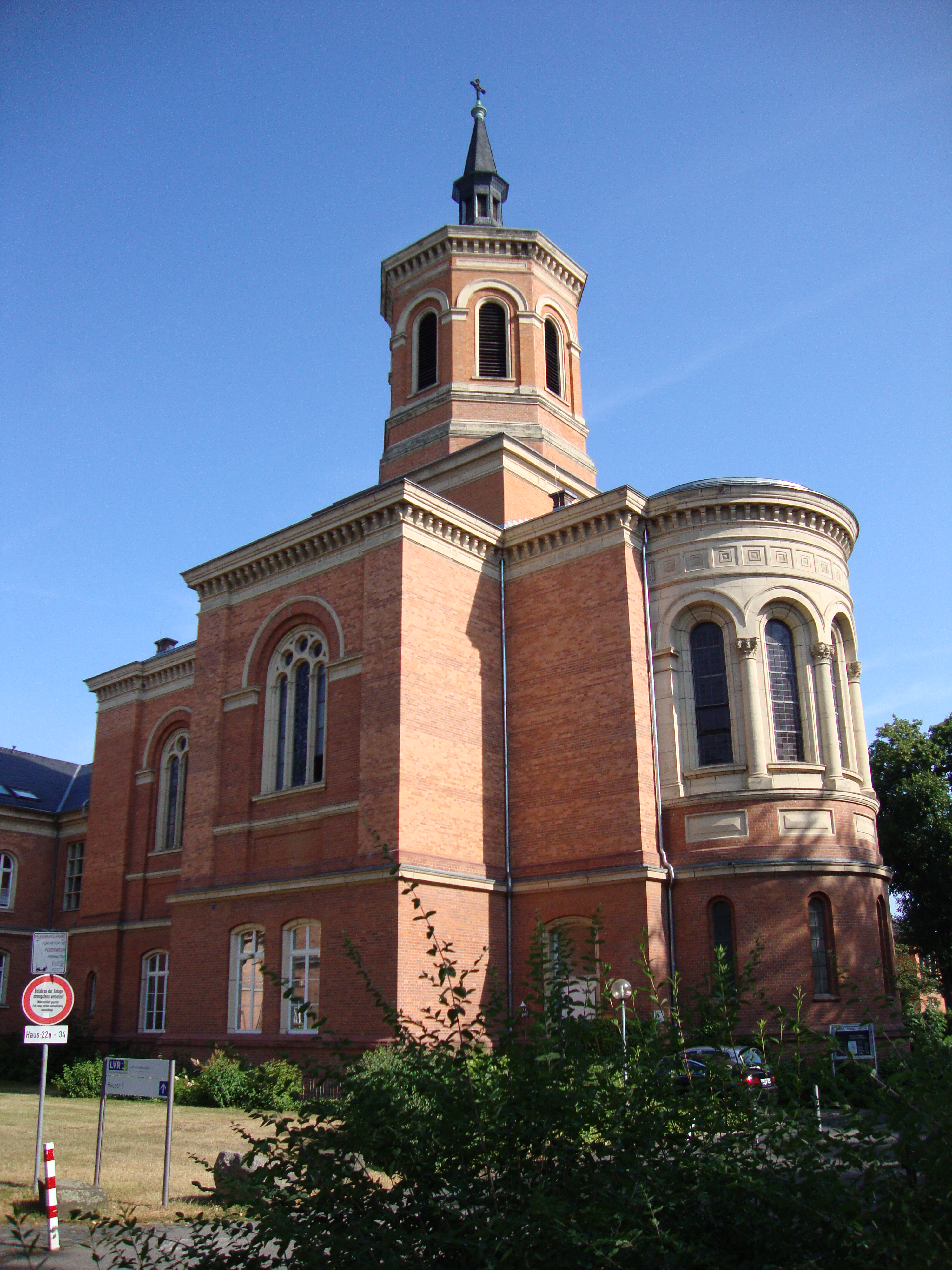
Kirche des Priorats Christkönig (erbaut 1885)

Bonn-Castell ist ein nördlich der Innenstadt am Rhein gelegener Ortsteil der Bundesstadt Bonn im Stadtbezirk Bonn. Bis 2003 war die Bezeichnung Bonn-Nord (nicht mit dem südwestlich davon gelegenen Ortsteil Nordstadt zu verwechseln).

## Geografie
Er liegt auf dem Gebiet des früheren römischen Lagers. Begrenzt wird der Stadtteil durch den Rhein im Osten, die A 565 im Norden und die Kölnstraße im Westen sowie die Wachsbleiche an der Beethovenhalle im Süden.
Bonn-Castell besteht überwiegend aus Wohnbebauung sowie Büro- und Verwaltungsgebäuden. Zurzeit leben dort etwa 10.500 Menschen. Der Ortsteil entspricht in etwa den statistischen Bezirken Wichelshof und Rheindorfer Vorstadt.
An der Römerstraße, in dem Gebäude der ehemaligen Pädagogischen Akademie, befinden sich mehrere Institute der Universität Bonn sowie eine Mensa und Sportanlagen für den Hochschulsport. In unmittelbarer Nachbarschaft stehen mehrere, teilweise 17-stöckige Hochhäuser, die als Studentenwohnheime verwendet werden.
Auf der östlichen Seite der Graurheindorfer Straße befinden sich in einem etwa 500 m langen Gebäudekomplex mehrere Bundesbehörden, darunter der zweite Dienstsitz des Finanzministeriums (untergebracht in zehn zwischen 1951 und 1954 anstelle der Husarenkaserne errichteten Bürobauten) sowie der zweite Dienstsitz des Innenministeriums, der sich baulich auf die Düppel-Kaserne von 1915, ein 1927 als Polizeischule errichtetes Gebäude und ein 1967/68 errichtetes Hochhaus verteilt. Zu den weiteren dort ansässigen Bundesbehörden gehören die Bundesanstalt für Finanzdienstleistungsaufsicht, das Bundesinstitut für Sportwissenschaft und eine Zweigstelle des Statistischen Bundesamtes. Auf der westlichen Straßenseite hatte die Deutsche Telekom Stiftung ihren Sitz auf dem Gelände des ehemaligen Betriebshofs der Straßenbahn Bonn. Dort sitzt heute die Kultusministerkonferenz sowie der Bundesbeauftragte für den Datenschutz und die Informationsfreiheit.
Der Landschaftsverband Rheinland betreibt auf dem Gelände zwischen Kölnstraße und Kaiser-Karl-Ring die LVR-Klinik Bonn, Fachklinik für Psychiatrie, Psychotherapie und Neurologie. Weitere Krankenhäuser in Bonn-Castell sind die Kaiser-Karl-Klinik sowie eine Fachklinik für Rehabilitative Medizin. Außerdem gab es das St.-Johannes-Hospital, das mittlerweile in ein Ärztehaus umgewandelt wurde.
An der Ecke Römerstraße/Augustusring liegt ein jüdischer Friedhof. Gegenüber befindet sich die Rekonstruktion eines Römerkrans.
Direkt am Rhein, zwischen den Universitätsinstituten und der A 565, liegt das 1939 eröffnete und 1974 erweiterte Freibad Römerbad. Neben einem 50-Meter-Sportbecken und einem Einschwimmbecken gibt es als Attraktionen auch einen Zehn-Meter-Sprungturm sowie ein Wellenbad. Im Römerbad fanden die Schwimmwettbewerbe der Schwimmeuropameisterschaften 1989 statt. Eine weitere Erholungsmöglichkeit bietet die längs des Rheins verlaufende Promenade mit Fuß- und Radweg sowie Grünanlagen und Spielgeräten. Diese setzt sich auch südlich von Bonn-Castell bis in die Rheinaue fort.
Zwischen Römerbad und dem rumänischen Generalkonsulat in Castell wurde zwischen 1953 und 1961 ein internationaler Hubschrauber-Flugplatz der belgischen Fluggesellschaft Sabena betrieben.
An der Ecke Kaiser-Karl-Ring/Graurheindorfer Straße befindet sich die katholische Pfarrkirche Sankt Joseph von 1931. Der Backsteinbau im Bauhaus-Stil mit romanisierenden Elementen wurde von den Kölner Architekten Boell und Neuhaus entworfen. 1944 wurde die Kirche schwer beschädigt, jedoch nach dem Krieg detailgetreu wieder aufgebaut. Die Kirche ist eine einschiffige Hallenkirche mit erhöhtem Chorraum (darunter Krypta), einer hohen Holzdecke und an der Südseite angebautem Turm. Die Kirchenfenster stammen vom Künstler Wilhelm Rupprecht. Die Kirche hat ca. 350 Sitzplätze. Die sechs Glocken stammen aus dem Jahr 1958, eine neue Klais-Orgel mit 37 Registern wurde im Juni 2014 eingeweiht. Der Vorraum der Kirche ist täglich zu Besichtigung und Gebet geöffnet. Weiter nördlich liegt das ehemalige Sankt-Agnes-Stift an der Graurheindorfer Straße. Ebenfalls am Kaiser-Karl-Ring liegt die evangelische Lukaskirche aus dem Jahr 1958. Gegenüber schließlich befindet sich die Kirche des Priorats Christkönig, die 1885 als Kapelle der Rheinischen Landesklinik erbaut worden ist. Seit 1980 wird dort wieder die Tridentinische Messe zelebriert.

## Geschichte

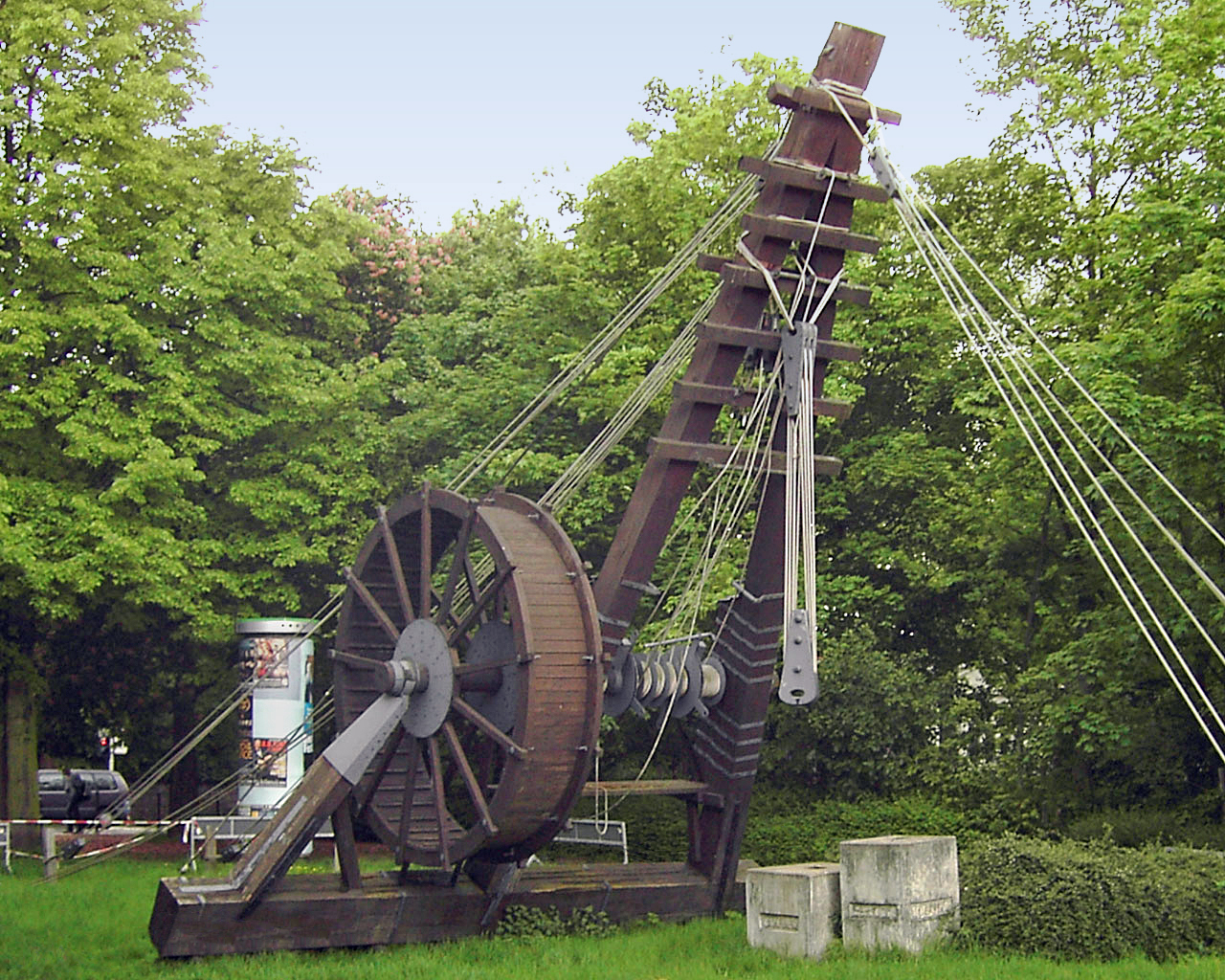
Rekonstruktion eines Römerkrans in Castell

Um 10 v. Chr. legten die Römer im Gebiet des heutigen Stadtteils ein Lager an, das in den folgenden Jahren ausgebaut wurde. Um das Jahr 40 n. Chr. war eine Legion mit ca. 7000 Soldaten in den castra Bonnensia stationiert. Südlich des Lagers entwickelte sich eine Siedlung (die sogenannten canabae legionis), die zusammen mit dem noch weiter südlich gelegenen vicus Bonnensis zur Keimzelle der heutigen Stadt Bonn wurde. An das römische Legionslager erinnern heute nur noch einige Straßennamen und die bei Niedrigwasser sichtbaren Reste des römischen Hafens im Rhein.
Von 1852 bis zur Auflösung des Verbandes war hier in der nicht mehr existierenden Kaserne östlich der Graurheindorfer Straße die Garnison des Husaren-Regiments „König Wilhelm I.“ (1. Rheinisches) Nr. 7.
In den 1970er-Jahren erfuhr der Ortsteil durch Geschosswohnungsbau an der zum Rhein hin gelegenen Seite der Römerstraße (insgesamt 420 Wohnungen Am Römerlager und am Augustusring) ein umfangreiches Bevölkerungswachstum.
2003 wurde der bisherige Stadtteil Bonn-Nord umbenannt, um Verwechslungen mit der benachbarten Nordstadt auszuschließen. In Erinnerung an die Geschichte des Ortsteils fiel die Wahl auf die Bezeichnung Bonn-Castell.